# Шаталин, Станислав Сергеевич
Станисла́в Серге́евич Шата́лин (24 августа 1934, Детское Село, Ленинградская область — 3 марта 1997, Москва) — советский и российский учёный-экономист и общественный деятель. Доктор экономических наук. Академик АН СССР (23.12.1987, член-корреспондент 26.11.1974), был академиком-секретарём отделения экономики АН СССР / РАН (1989—1996).

## Биография
Отец — Сергей Николаевич Шаталин — занимал посты секретаря Калининского обкома КПСС, заместителя министра государственного контроля РСФСР, директора Музея Л. Н. Толстого. Дядя, Н. Н. Шаталин, был секретарём ЦК КПСС в 1953—1955.
Станислав окончил школу с золотой медалью, поступил в Московский энергетический институт, но через два года перешёл на экономический факультет МГУ, который окончил в 1958 году, после чего работал экономистом Научно-исследовательского финансового института Минфина СССР.
В 1959—1965 годах работал в Научно-исследовательском экономическом институте (НИЭИ) при Госплане СССР. Защитил кандидатскую диссертацию на тему «Вопросы теории межотраслевого баланса и его использования в плановых расчётах».
В 1965—1976 годах заместитель директора, заведующий отделом в Центральном экономико-математическом институте (ЦЭМИ) АН СССР. В 1970 защитил докторскую диссертацию на тему «Проблемы теоретического анализа пропорциональности советской экономики».
С 1970 по 1983 возглавлял кафедру математических методов анализа экономики экономического факультета МГУ.
С 1976 по 1986 годы работал во Всесоюзном НИИ системных исследований, преподавал общую экономику на факультете управления и прикладной математики МФТИ.
С 1986 по 1989 годы — в Институте экономики и прогнозирования научно-технического прогресса АН СССР. Был членом редакционной коллегии журнала «Деловые люди», членом учредительного совета газеты «Московские новости».
В декабре 1989 года назначен членом Государственной комиссии по экономической реформе. В 1990 году возглавил рабочую группу по разработке программы перехода к рыночной экономике — программы «500 дней». Являлся членом Президентского Совета СССР. Был членом ЦК КПСС в 1990—1991 годах.
В 1991 году избран председателем оргкомитета по созданию Объединённой демократической партии; возглавил Международный фонд экономических и социальных реформ «Реформа».
Был доверенным лицом Ельцина на президентских выборах РСФСР.
В 1994 году создал коммерческую организацию «Финансовый союз „Шаталин и Ко“».
В 1995 году принял участие в создании избирательного объединения «Моё отечество».

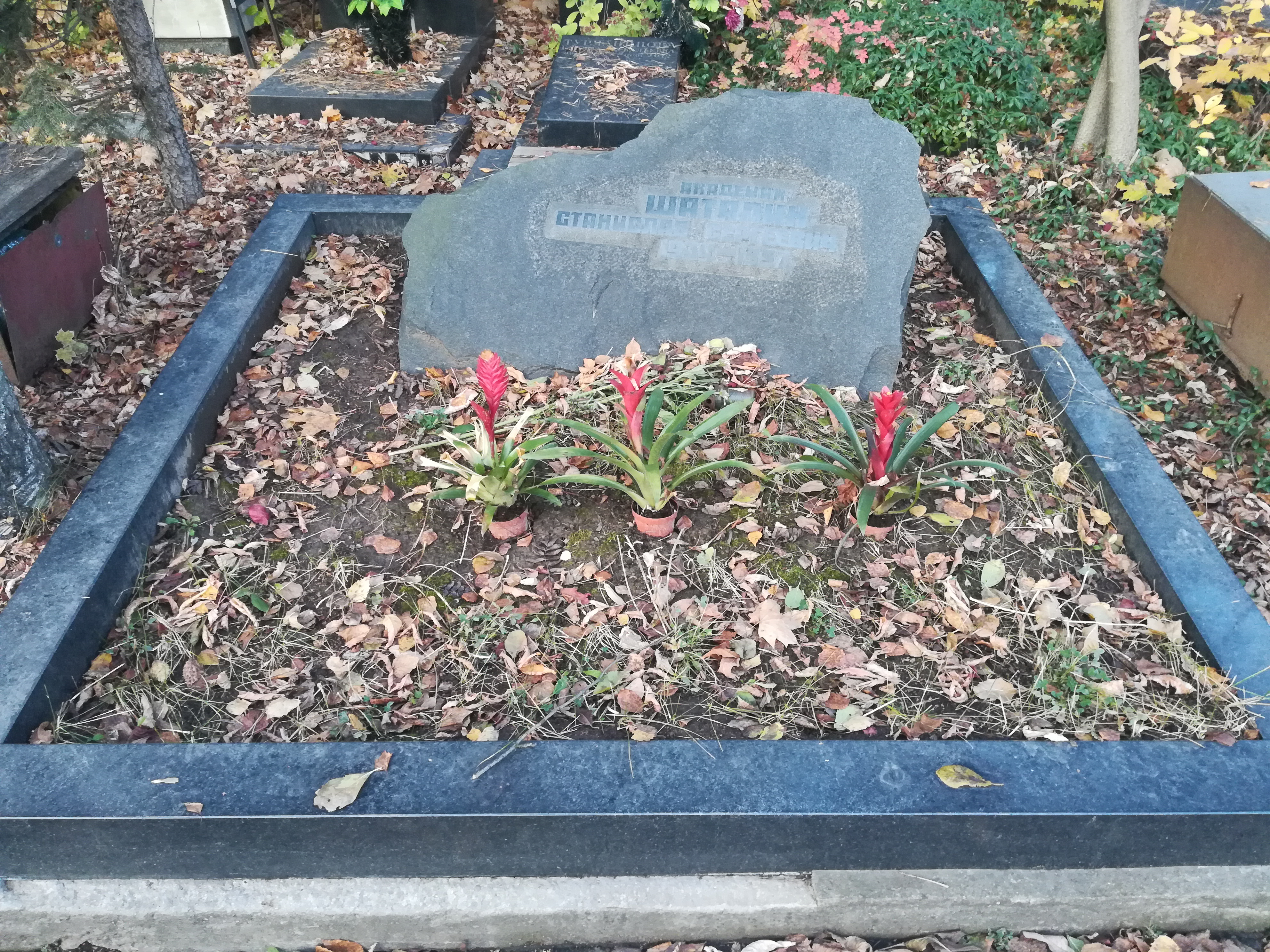
Могила на Кунцевском кладбище

Умер 3 марта 1997 года в Москве. Похоронен на Кунцевском кладбище.

## Награды
- Два ордена «Знак Почёта» (1975, 1986).
- Орден Дружбы народов (18 августа 1994 года) — за большой вклад в развитие экономической науки, подготовку кадров, укрепление научных международных связей[10].
- Государственная премия СССР (1968, в составе группы учёных) — за цикл исследований по разработке методов анализа и планирования межотраслевых связей и отраслевой структуры народного хозяйства на основе межотраслевого баланса.
- Благодарность Президента Российской Федерации (19 апреля 1995 года) — за большой личный вклад в развитие физической культуры и спорта, возрождение и становление спортивного общества «Спартак»[11].
- Почётная грамота Кыргызской Республики (12 мая 1995 года, Кыргызстан)[12].
- Премия имени В. С. Немчинова 1987 года за работу «Функционирование экономики развитого социализма. Теория, методы и проблемы».
- Почётный президент московского футбольного клуба «Спартак»[13].

## Отзывы и критика
Премьер-министр Украины Н. Я. Азаров так вспоминал о С. С. Шаталине:

Все беседы с делегатами, — а средства массовой информации создали Шаталину тогда ореол «великого реформатора», — он начинал с простого вопроса: «У вас есть автомобиль?» Среди двух десятков людей всегда находились люди, которые отвечали, что у них его нет. И тогда Шаталин продолжал: «А знаете, почему в СССР трудно купить машину?» — и сам же отвечал: «Потому, что завод „АвтоВАЗ“ — государственный, а государство — неэффективный собственник. Значит, надо, чтобы, как на Западе, заводом стал владеть частник, он умело организует выпуск автомобилей, и у всех будут личные машины».
Эта демагогия задела меня, и я возразил ему: «„АвтоВАЗ“ выпускает в год 500 тысяч автомобилей; для того, чтобы выпускать на 10—15 процентов больше, необходима реконструкция предприятия. Но 10—15 процентов никакой проблемы не решат. Нам надо выпускать автомобилей в десять раз больше, чтобы удовлетворить спрос, а для этого надо построить десять таких заводов, как „АвтоВАЗ“, иметь колоссальные инвестиции и время». Делегаты поддержали меня в этой дискуссии.
Шаталин попросил меня остаться. Мы сели с ним на диван… Он сказал: «Молодой человек, разве вы не видите, что говорите с „быдлом“? Им надо говорить очень примитивные вещи, чтобы они их проглатывали и поддерживали нас, иначе мы никакой перестройки не сделаем и этот идиотский строй не сломаем…».

## Основные работы
- Ю. В. Пешехонов, С. С. Шаталин. Отраслевая структура общественного производства: (К анализу факторов и структуры соотношения I и II подразделений). — М.: Экономика, 1965.
- С. С. Шаталин. Пропорциональность общественного производства: (Очерк теории и методологии планирования). — М.: Экономика, 1968. — 215 с.
- С. С. Шаталин. Принципы и проблемы оптимального планирования народного хозяйства. — М., 1971.
- С. С. Шаталин. Интенсивный тип социалистического расширенного воспроизводства. — М.: о-во Знание РСФСР, 1978. — 45 с.
- С. С. Шаталин. Экономика СССР — единый народнохозяйственный комплекс. — М.: Знание, 1980.
- С. С. Шаталин. Функционирование экономики развитого социализма. — М., 1982
- К. И. Микульский, В. З. Роговин, С. С. Шаталин. Социальная политика КПСС. — М.: Политиздат, 1987. — 351 с.
- Е. Т. Гайдар, С. С. Шаталин. Экономическая реформа: причины, направления, проблемы. — Экономика. — М., 1989. — 110 с. — 70 000 экз.
- Социальные ресурсы и социальная политика. М., 1990 (в соавт.).